# André Koornaar
André Koornaar (Paramaribo, 13 april 1935 – 1 juli 2014) was een Surinaams vakbondsbestuurder en politicus. Hij stond aan de leiding van de Progressieve Werknemers Organisatie (PWO) en was minister van Arbeid in drie kabinetten in de jaren 1980.

## Vakbondsleider
Al sinds de jaren 1960 was André Koornaar afwisselend ondervoorzitter en voorzitter van de vakfederatie Progressieve Werknemers Organisatie (PWO). Ook had hij de leiding over verschillende andere vakorganisaties, en het Scholingsinstituut voor de Vakbeweging in Suriname. Hij gaf ook zelf les op de kaderopleiding. Verder was hij lid van de Raad van Vakcentrales in Suriname (Ravaksur), de Sociaal Economische Raad (SER) en de Staatsraad, voorzitter van het Arbeidsadviescollege (AAC) en vertegenwoordiger van de Surinaamse vakbeweging bij de Internationale Arbeidsorganisatie (ILO). In verschillende besturen werkte hij tot in het begin jaren 2010 op hoge leeftijd door. Hij ijverde lange tijd voor het ontwikkelen van een sociaal zekerheidsstelsel en de invoering van het minimumloon. Dat laatste werd uiteindelijk een jaar na zijn overlijden bereikt.

## Politiek
Hij was lid van de Progressieve Nationale Partij (PNP) en deed mee aan de verkiezingen van 1969 op de lijst van het PNP-blok. Hij verwierf toen geen zetel in de Staten van Suriname. Hij was tot augustus 1972 lid van het hoofdbestuur van de PNP, onder meer als plaatsvervangend voorzitter. In mei 1972 werd hij genoemd als mogelijke kandidaat voor minister van Arbeid.
Vanaf 1984 stond het militaire regime weer burgers toe in de landelijke politiek en op 7 januari 1985 trad Koorndijk toe tot de regering als minister van Arbeid in het kabinet-Udenhout II. Hij volgde Edmund Dankerlui op die opstapte nadat hij demonstrerende arbeiders met een vuurwapen had bedreigd. Koorndijk is ook voorzitter van de bedrijfsbond van Kersten geweest en kreeg als minister als een van zijn eerste taken te maken met de ontslagaanvraag van dit bedrijf voor vijfhonderd werknemers. Hoewel hij en legerleider Desi Bouterse de ontslagaanvraag van Suralco in maart 1986 weigerde, wilde het Amerikaanse bedrijf dit plan desondanks doorvoeren. Robby Berenstein (C-47) memoreerde later dat Koornaar op kundige wijze alternatieven had aangedragen voor deze twee massaontslagen. Koornaar bleef aan onder de erop volgende kabinetten Radhakishun en Wijdenbosch I, tot er op 26 januari 1988 weer een democratisch verkozen regering aantrad. Vijfentwintig jaar later, bij zijn overlijden, herinnerde het ministerie aan zijn wezenlijke bijdrage in de arbeidsverhoudingen en het beschermen van de werkende klassen, in zijn slechts twee jaar als minister.

## Eerbetoon
Koornaar werd op 2 maart 1985 onderscheiden als ridder in de Ereorde van de Palm en op 22 november 2008 bevorderd tot officier in dezelfde ridderorde.
Politicoloog Hans Breeveld kon zich goed terugvinden in een spreekwoord dat Koorndijk zijn gesprekspartners vaak voorhield: "Hoop is een voorschot op toekomstig geluk." Ook wordt hij herinnerd om zijn luisterend oor en zijn bereidheid om naar een oplossing te werken.
Koornaar overleed op 1 juli 2014 na een kort ziekbed. Hij is 78 jaar oud geworden.